# Bothriurus ceii
Espèce
Bothriurus ceii est une espèce de scorpions de la famille des Bothriuridae.

## Distribution
Cette espèce est endémique de la province de Río Negro en Argentine. Elle se rencontre sur la Meseta de Somuncurá.

## Étymologie
Cette espèce est nommée en l'honneur de José Miguel Alfredo María Cei.

## Publication originale
- Ojanguren-Affilastro, 2007 : A new scorpion species from Patagonia (Scorpiones, Bothriuridae). Zootaxa, no 1466, p. 47–56.